# Хосе Кордоба
Хосе Анхел Кордоба Чембърс (на испански: José Ángel Córdoba Chambers) е панамски футболист, който играе на поста централен защитник. Състезател на Норич Сити.

## Кариера
Кордоба започва своята професионална кариера в панамския Индепендиенте. През 2020 г. преминава в Селта, но не успява да пробие в първия отбор и се състезава предимно за втория. През лятото на 2020 г. е освободен от отбора и няколко месеца по-късно отива на проби в отбора на Етър. Преминава и втори пробен период преди треньорът Александър Томаш да му предложи постоянен договор. Хосе записва десет мача в Първа лига през втората половина на сезон 2020/21. Клубът изпада, но въпреки това Кордоба решава да остане с Етър и във Втора лига и записва още осем мача преди през септември 2021 да бъде даден под наем за една година на Левски (София), с опция за откупуване. На 5 април 2022 г. „сините“ обявяват, че са постигнали договорка за закупаване на Кордоба. Новият договор влиза в сила от 1 юли 2022 г. за срок от три години.
Краят на сезон 2022/23 г. завършва с контузия за Хосе, който пропуска плейофната фаза на първенството.

## Национална кариера
На 31 март 2022 г. Кордоба дебютира в официален мач за националния отбор на Панама, при победата с 1:0 като домакин на националния отбор на Канада, в среща от квалификациите за Световното първенство по футбол през 2022 г.

## Успехи
Левски (София)
- Купа на България (1): 2022